# HD 30177
HD 30177 är en ensam stjärna belägen i den mellersta delen av stjärnbilden Svärdfisken. Den har en skenbar magnitud av ca 8,41 och kräver en stark handkikare eller ett mindre teleskop för att kunna observeras. Baserat på parallax enligt Gaia Data Release 2 på ca 18,0 mas, beräknas den befinna sig på ett avstånd på ca 182 ljusår (ca 56 parsek) från solen. Den rör sig bort från solen med en heliocentrisk radialhastighet på ca 63 km/s.

## Egenskaper
HD 30177 är en gul till vit stjärna i huvudserien av spektralklass G8 V. Den har en massa som är ungefär lika med en solmassa, en radie som är ca 1,5 solradier och har ungefär samma utstrålning av energi som solen från dess fotosfär vid en effektiv temperatur av ca 5 600 K.

## Planetssystem
Det anglo-australiensiska Planet Search-teamet tillkännagav i juni 2002 upptäckten av exoplaneten HD 30177 b, som har en massa som är minst åtta gånger Jupiters. Det vetenskapliga dokumentet som beskriver upptäckten publicerades i The Astrophysical Journal 2003. En andra massiv gasjätteplanet upptäcktes senare i en bana med en omloppsperiod av ca 32 år.
| Planet | Massa           | Halv storaxel (AE) | Siderisk omloppstid (d) | Excentricitet | Inklination | Radie |
| ------ | --------------- | ------------------ | ----------------------- | ------------- | ----------- | ----- |
| b      | ≥8,08 ± 0,10 MJ | 3,58 ± 0,01        | 2 524,4 ± 9,8           | 0,184 ± 0,012 | -           | -     |
| c      | ≥7,6 ± 3,1MJ    | 9,89 ± 1,04        | 11 613 ± 1 837          | 0,22 ± 0,14   | -           | -     |